# أهو ده اللي صار (مسلسل)
أهو ده اللي صار مسلسل مصري عرض أول مرة عام ٢٠١٠ في شهر رمضان المبارك وعدد حلقاته 30 حلقة. تدور أحداث المسلسل ما بين عامي 1918 و2018 حيث تتعدد الشخصيات وتتطور خلال هذه الفترة الزمنية مع تطور المجتمع ويركز المسلسل على كثير من النقاط في المجتمع المصري في ذلك الوقت وتدور معظم الأحداث في مدينة الإسكندرية وتتعارض مع العديد من الأحداث التاريخية المهمة مثل ثورة 1919 ويشهد المسلسل ظهور بعض الشخصيات ذات الأهمية التاريخية في مصر مثل فنان الشعب سيد درويش وكوكب الشرق أم كلثوم والشاعر بيرم التونسي.. كما ويسلط الضوء على الأهمية التاريخية لقصور الإسكندرية..

## قصة
تبدأ قصة المسلسل في عام 1918 وتتركز الأحداث في قصر نوار باشا في الإسكندرية، وكانت خديجة هانم زوجة نوار باشا سيدة القصر ويعتبر وصول ابنها الوحيد يوسف باشا بعد سفر من أجل دراسة الطب في فرنسا بداية حقيقية لمجموعة من الأحداث، تتمثل في معظمها بعلاقته بالفتاة الصعيدية نادرة من خدم القصر قبل أن تقوم خديجة هانم بتربيتها لتكون سيدة في قصر نوار باشا منذ طفولتها، فقد تعلمت القراءة والكتابة وأصول الإتيكيت والعزف على البيانو.. من جهة أخرى تتشعب الأحداث خارج القصر لتروي قصة أخرى عن مجموعة من الشباب كان منهم الملحن والشاعر حيث تتركز أعمالهم في الحركة الفنية في المسرح بشكل خاص.

## طاقم العمل[6]

### أبطال المسلسل
- روبي: نادرة، وهي فتاة صعيدية كانت تعمل في قصر نوار باشا، تعلمت القراءة والكتابة وعزف البيانو على يد سيدة القصر خديجة هانم. وتقوم أيضاً بدور سلمى الصحفية..
- سوسن بدر: سيدة القصر خديجة هانم، امرأة ذات شخصية قوية وذات سلطة مما يمكنها بالتأثير على جميع سكان القصر.
- أحمد داود: يوسف، ابن نوار باشا وخديجة هانم والوريث الوحيد للقصر، سافر من أجل دراسة الطب في فرنسا وعاد قبل إتمام دراسته الجامعية بسبب الحرب العالمية الأولى. ويقوم أيضاً بدور يوسف الوصي على القصر.
- محمد فراج: علي بحر، ملحن موهوب يجيد العزف على آلة العود والغناء، يقع بحب نادرة.
- هشام إسماعيل: الشيخ زهّار، وهو رجل دين وداعية إسلامي.
- علي الطيب: وديع البساطي، شاعر وفنان مسرحي، يسعى دائماً لتحقيق حلمه في بناء مجد لمسرحه الترفيهي.
- هاني سمير سيف: جوني منصور، مؤرخ إنكليزي قام بتدوين أحداث الشارع وجمعها في كتاب يحكي فيه عن تاريخ الإسكندرية.
- محمد طلعت كامل أفندي، ويمثل مع علي بحر والشيخ زهّار ووديع البساطي وجوني منصور المحرك الأساسي للأحداث في الشارع خارج أسوار القصر.

- أروى جودة: أصداف/ صوفيا هانم، فتاة هوى وفنانة مسرحية استعراضية، مغرمة بعلي بحر.
- رانيا السيد: سكينة، صديقة أصداف وهي أحد السفاحتين ريا وسكينة في منطقة الإسكندرية.
- هبة عبدالغني: ريا.
- محمود البزاوي: زكريا، والد نادرة.
- تيام قمر: فرح، شاب موهوب يتميز بصوته الجميل، ويعمل في مسرح وديع البساطي.
- بسمة ماهر
- محمد التفهاني
- مريم محسن
- صابر حسين
- نور إسماعيل
- أشرف عبد الفضيل
- أمينة اسلام
- عبدالباسط محمد
- محمد فرج
- اسماء خالد
- آدم كريم
- أشجي خالد
- ياسين أكرم
- مروان محمد
- فريدة حسام
- منة حسام
- امل حسام
- يوسف إبراهيم
- كريم سيد
- أحمد عبدالحميد
- نعيمة عيد أحمد
- طارق والي
- محمد أحمد
- أيمن أحمد
- جيهان يوسف
- حبيبة
- همت المغربي
- عمرو جمال
- عادل متولي
- جلال العشري
- محمد عبدالخالق
- حبيبة عبدالرحمن
- سالي محسن
- مروان محسن
- إبراهيم صلاح
- داليا حمدي
- أميرة طاهر
- بلقيس يحيى
- نادر فؤاد
- معاذ نبيل
- جمال فرج
- محمد خميس
- إيمي إسلام
- أيمن المليجي
- إلهام عبد البديع
- يوسف حسام
- أسامة عبدالله
- حازم إيهاب
- منة بدر
- لاشينة لاشين
- علي شوقي
- محمد العمروسي
- محمد قشطة
- زكي لوجو
- أميرة العايدي
- جوفاني ماهر
- ريهام محيي
- حاتم محمد
- عزوز عادل
- محمد دياب
- إبراهيم أبو عوف
- محمد المغربي
- عهد عبد المنعم
- مروة ناجي
- هدير الديب
- عماد إسماعيل
- شريف عواد
- محمد شيرين
- هاني إبراهيم
- إبراهيم فرح
- محسن منصور
- علاء إبراهيم
- سها أحمد حلمي
- توبة رحب
- أيمن السيد
- حسن إبراهيم
- ياسين فتحي
- أحمد أبو زيد
- مصطفى ناجي
- عصام كامل
- يوسف الزهيري
- محمود السروجي
- يسرية السيد
- زكي حسين
- علي جمال الدين
- هدير عبدالمنعم
- عبدالحميد سند
- ممدوح سالم
- حسام حسن
- أشرف الشرقاوي
- عارفة عبدالرسول
- عصام توفيق
- جورج غبور
- شريف ليلة
- طارق عبدالحي
- عبير فاروق
- منة الرفاعي
- محمود بشير
- ماجد الشرقاوي
- سلمى تيمور
- سمير حكيم
- محمد عبد المنعم
- يسري مصطفى
- محمود عزت
- محمد العشماوي

### إنتاج
- بي لينك للإنتاج الفني والتوزيع (منتج)
- أفلام ايجل (منتج}
- محمد مشيش (منتج)
- صفاء أبو رزق (منتح)
- جمال سنان (منتج)
- محمد سري (منتج فني)
- ناصر خليل   (مدير إدارة الإنتاج)
- أحمد علي (مدير إنتاج ثاني)
- محمد طه الجنايني   (المدير المالي لبي لينك)
- علي عكاشة بركات (مدير إدارة الإنتاج)

### الاخراج
- حاتم علي (مخرج)
- عصام عبد الحميد (مخرج منفذ)
- منة الرفاعي (مساعد مخرج)
- مروان زايد   (مساعد مخرج)
- محمد الجوهري   (مساعد مخرج)
- عماد الجازوي (مساعد مخرج أول)
- أحمد إبراهيم بدوي (مساعد مخرج ثان)
- أحمد فستق   (سكريبت حركة)

### الديكور
- محمد أمين   (مهندس الديكور)
- عادل الليثي (مساعد أول مهندس الديكور)
- شريف مصطفى   (مساعد مهندس الديكور)
- عباس صابر   (منسق المناظر)

### الصوت
- جهاد فودة   (مهندس الصوت)
- محمد عبد الحسيب   (أعمال الصوت والمكساج)
- إسلام حسيب   (أعمال الصوت والمكساج)

### تصوير
- زبيغنيو ريبتشنسكي (  (مدير التصوير)
- محمد عز العرب   (مدير التصوير)
- كويمان عصام التوتي.   (كاميرا مان)

### ماكياج
- نزهت. شيدي   (ماكيير)
- محمد حافظ   (كوافير)
- هيثم دهب.   (كوافير أحمد داود)

### توزيع
- بي لينك للإنتاج الفني والتوزيع (موزع)
- أفلام ايجل (موزع)

### كاستينج
- سيد راشد [[مكتب كاستنج)
- (ريجيسير)   (ريجيسير)

### مونتاج
- سالم درباس (مونتير)
- أحمد علاء (مونتير مساعد)

### جرافيكس
- أحمد جبه

### فوتوغرافيا
- مجدي اندراوس]

### ملابس
- مونيا فتح الباب   (تصميم الأزياء)

### موسيقى
- أمين بوحافة   (تصميم الأزياء)

### أدوار متعددة
- حسن القناوي   (مصحح اللهجة الصعيدية)
- عبدالرحيم كمال (مؤلف)